# Agrandamiento del pene

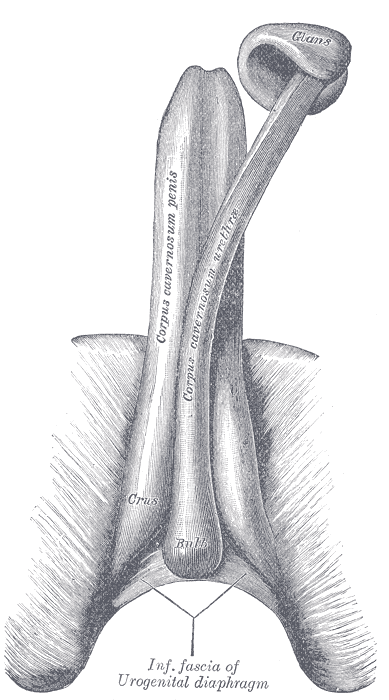
Los procedimientos de agrandamiento del pene están diseñados para aumentar el tamaño de los cuerpos cavernosos del pene, o para estimular el flujo sanguíneo y de ese modo aumentar la dureza peniana.

El agrandamiento del pene, o agrandamiento peniano, refiere a una variedad de técnicas destinadas a aumentar el tamaño del pene humano, ya sea en su circunferencia, o longitud, sin que se produzca una pérdida de rigidez, es decir, de su capacidad eréctil. 
la longitud promedio es probablemente de 12.9 a 13.97 cm (5.1 a 5.5 pulgadas), y muy probablemente inclinado hacia el extremo más pequeño de esta escala. Aunque los resultados varían ligeramente, la mayoría de los estudios estiman que el promedio está dentro de este rango.

## Descripción
Los procedimientos varían desde ejercicios de estiramiento manuales hasta dispositivos y procedimientos quirúrgicos, con informes en todo el mundo tanto de éxitos como de fracasos.
Poca legítima investigación científica se ha hecho específicamente sobre el tema del alargamiento del pene no quirúrgico. Ampliaciones significativas y permanentes son generalmente anecdóticas, no verificadas por una investigación objetiva, y pueden estar sesgados por los intereses, o las emociones de la fuente. Aún no hay ninguna prueba de alguna técnica no quirúrgica que aumente de forma permanente, o bien el espesor, o bien la longitud de un pene normal. Algunas investigaciones se han hecho con respecto a la seguridad y la eficacia (o falta de la misma) de los ingredientes de diversos preparados farmacéuticos o cuasi-farmacéuticos que se venden con ese objetivo, pero hasta ahora, no ha surgido nada que determine que la medicina convencional pueda llegar a adoptar alguno de ellos. También hay riesgos inherentes en algunos de los procedimientos más invasivos, con resultados negativos que van desde el desgarro de la piel y la cicatrización, a la pérdida permanente de la función sexual. Debido a la naturaleza especulativa de cualquier esperanza de "mejoría", la controversia social que causa la naturaleza sexual del tema, y los numerosos casos conocidos de lesiones permanentes relacionadas en esta búsqueda, muchos profesionales médicos se muestran escépticos sobre el tema, y tienden a evitar trabajar en ese campo.
Sin embargo existe un estudio científico que afirma que el pene sí se puede agrandar, el estudio fue publicado en la famosa revista británica de urología internacional BJUI (British Journal of Urology International), cuya traducción de las conclusiones son “los extensores peneales, o extensores de pene deben considerarse como una opción eficaz de tratamiento para agrandar el cuerpo del pene en los pacientes que buscan tratamiento para un pene pequeño”
Gran parte de la comercialización de los tratamientos de agrandamiento del pene se basa en afirmaciones no probadas de que un pene más grande mejora la potencia sexual, y el atractivo general frente a potenciales parejas.
La ampliación de un pene normal se distingue de la búsqueda de mejoría de la condición médica reconocida como micropene, donde la cirugía para aumentar el tamaño del órgano es a veces necesaria para lograr eficazmente cumplir hasta los propósitos urinarios o sexuales. En casos extremos, la ansiedad por el tamaño del propio pene puede ser un desorden psicológico/psiquiátrico; estos casos son mejor tratados por médicos calificados.

## Cirugías
Hay varios tratamientos quirúrgicos, todos llevan un riesgo de complicaciones importantes. En la mayoría de los casos no desean proceder a la cirugía cuando están debidamente informados de los probables resultados y los riesgos de complicaciones.
Desde hace aprox. 50 años existen diferentes técnicas quirúrgicas para aumentar el pene. Aquí se ha de diferenciar entre técnicas quirúrgicas para el alargamiento y técnicas quirúrgicas para el aumento de grosor. Con frecuencia se realizan ambas durante una operación.
Los procedimientos quirúrgicos para el alargamiento de pene, denominados faloplastia de aumento, han experimentado una modificación y una mejora considerables en los últimos 15 años. Este aumento de la calidad de los resultados y de la seguridad del paciente es, en particular, mérito de la cooperación interdisciplinaria de los cuatro cirujanos líderes en Europa: el Dr. Roos de Viena, el Dr. Siana de Copenhague, el Dr. Jethon de Darmstadt, así como el Dr. Konstantinidis de Atenas.
Entretanto, el procedimiento quirúrgico moderno que se diferencia notablemente de las antiguas técnicas quirúrgicas se describe en la literatura médica especializada como método de referencia
Mediante el empleo de técnicas microquirúrgicas, la parte interior del órgano del pene se extrae hacia fuera para que el paciente experimente, dependiendo de la longitud de salida y del ángulo de inclinación del hueso ilíaco, un alargamiento de hasta 8 cm en la parte exterior visible, aunque los resultados se establecen entre 3 y 6 cm de media.
La cicatriz exterior visible se ha reducido en una quinta parte gracias a las nuevas técnicas, lo que la hace casi invisible sobre el tallo del pene.
El aumento de grosor del pene se realiza a través de un costoso trasplante autógeno de tejido adiposo, que no se ha de confundir con una mera inyección de dicho tejido.
La operación de alargamiento de pene moderna es una operación con poco riesgo siempre y cuando se lleve a cabo por cirujanos experimentados, pero no está libre de riesgo. Por eso solo se debe llevar a cabo cuando el pene del paciente sea objetivamente más pequeño que lo que indica la media. No deben ayudar a los pacientes con un pene de tamaño totalmente normal a conseguir un pene gigante.
Se ruega precaución al elegir la clínica que va a realizar la operación. Ya que los procedimientos modernos son costosos a lo que a material, personal y formación se refiere, con frecuencia se ofertan antiguos procedimientos quirúrgicos con un alto riesgo a un precio reducido, afirmando que se trata de las mismas técnicas quirúrgicas.
El peligro del alargamiento de pene quirúrgico consiste sobre todo en una formación de la cicatriz excesiva, que lleva a que la parte descubierta del pene se vuelva a meter hacia dentro del cuerpo durante la fase de curación. Esta formación de la cicatriz excesiva puede reducirse considerablemente a través de técnicas quirúrgicas especiales y de un procedimiento atraumático. Debido a esta particularidad, esta técnica quirúrgica de alargamiento de pene y fácil en sí misma solo debe llevarse a cabo por especialistas experimentados.

### Inyección de biomateriales
Este método implica la inyección de PMMA, silicona u otros compuestos, en el cuerpo del pene, para aumentar su diámetro (engrosamiento). Es necesario realizar una cirugía de circuncisión antes de realizar el procedimiento.

### Cirugía del ligamento suspensorio
La sección del ligamento suspensorio del pene, cerca de su inserción en el pubis hasta el nivel medio de la aponeurosis perineal, y su posterior fijación a la superficie anterior de la sínfisis, permite el avance del eje del pene distal a través del cual se puede lograr un aumento de 2 a 4 cm en su longitud en reposo. Es una cirugía relativamente simple, con anestesia local, en la que el ligamento suspensorio es parcialmente seccionado, liberando un segmento de alrededor de 3 cm que está inserto internamente en la pelvis, logrando el aumento de la longitud externa del pene, especialmente cuando está flácido. Es necesario utilizar un dispositivo extensor para evitar problemas postoperatorios de retracción cicatricial.

## Píldoras y suplementos
Pastillas, parches y ungüentos para el alargamiento del pene son habitualmente ofrecidos a través de Internet. Mientras que algunos productos contienen ingredientes inocuos, muchos otros no se han comprobado que sean seguros, o que no contengan efectos secundarios, y ninguno de estos productos se ha demostrado eficaz para el objetivo buscado.
No es posible alargar el pene mediante el uso de pastillas o de cremas. El pene es un complejo órgano formado por diferentes tipos de tejidos que alcanza su pleno desarrollo al finalizar la pubertad.

## Otras técnicas
Gran variedad de técnicas de terapia física se han utilizado en el intento de agrandar el pene humano. Ninguna de ellas ha sido científicamente comprobado que sea eficaz. Generalmente, las técnicas implican estiramiento, elongación por el uso de pequeños pesos, o el aumento del flujo sanguíneo y/o presión arterial en el pene. También hay importantes "solapamientos" entre las técnicas destinadas a aumentar el tamaño del pene y las técnicas destinadas a revertir la impotencia, la duración de las erecciones, las destinadas a aumentar el clímax sexual, etc.

### Bombas para el pene
La bomba de vacío para pene es un cilindro que se coloca sobre el pene, con una bomba manual o motorizada para crear un vacío parcial alrededor del pene, haciendo que la sangre infle y erecte al pene. Una amplia variedad de bombas de pene ha sido diseñada por los fabricantes. Como aumenta el vacío, la presión dentro de los vasos sanguíneos del pene aumenta, por lo tanto, el vacío excesivo causa daño vascular.
La bomba de pene puede ser utilizada para superar temporalmente los síntomas de impotencia, pero no para curar esa condición. Un anillo que hace de torniquete se aplica para mantener la sangre atrapada dentro del pene, de lo contrario la erección inmediatamente disminuye. Las bombas pueden actuar incluso si no hay daño vascular real, previniendo una erección natural, pero el uso excesivo o prolongado (por horas) causará un daño permanente.
El bombeo debe hacerse con mucho cuidado para evitar lesiones graves; el exceso de entusiasmo en el bombeo pueden reventar los vasos sanguíneos y forman ampollas.
Se ha estudiado la eficacia de las bombas de pene para el agrandamiento permanente de penes. Expertos estudiaron a 37 hombres con penes de longitud inferior a 10 cm. Después de que estos usaron las bombas durante seis meses, no lograron encontrar algún cambio significativo en las longitudes de sus penes, aunque han encontrado un 30 % de satisfacción con el empleo del método. La conclusión del trabajo señaló que el tratamiento de vacío del pene no es un método eficaz para el alargamiento del pene, sino que proporciona satisfacción psicológica para algunos hombres.
En los Estados Unidos, las bombas de pene pueden estar cubiertas por el seguro médico, si se considera médicamente necesario.
Las bombas han sido utilizadas con éxito para tratar a hombres con la enfermedad de La Peyronie, la que produce un acortamiento inusual del pene, además del curvamiento del mismo. Un estudio en 31 pacientes realizado por los departamentos de urología de los hospitales St Peter y del instituto de Urología, en Londres encontraron: "una mejoría clínica y estadísticamente significativa en la longitud del pene, el ángulo de curvatura, y el dolor después de 12 semanas de uso de la bomba de vacío". En este estudio, los sujetos con Peyronie llevaron a cabo dos sesiones de 10 minutos por día durante doce semanas. La longitud adicional del pene, con un promedio de 0,5 cm, fue un efecto secundario inesperado encontrado en aproximadamente un tercio de los sujetos y no un fin previsto del estudio.

Los pocos estudios positivos sobre la supuesta eficacia de los aparatos para el alargamiento del pene sin necesidad de operación deben verificarse ya que estos, por un lado, hacen referencia a un número de casos muy reducido y, por otro, algunos autores de dichos estudios se distancian entretanto de su trabajo.
Por otro lado, los países europeos con estrictas regulaciones legales han prohibido por ley que los vendedores de dichos aparatos de alargamiento realicen ciertas afirmaciones sobre su eficacia segura. Se presume que algunos fabricantes de estos aparatos de alargamiento, desarrollados originalmente para su aplicación fisioterapéutica tras una operación de pene exitosa, comenzaron a afirmar que estos aparatos estarían en situación –con un precio total considerablemente bajo– de realizar un alargamiento de pene sin necesidad de operación para aumentar su volumen de ventas.
Aunque estos aparatos llevan en venta en Internet en todo el mundo alrededor de 20 años, no existe ni un estudio científico serio con un número de casos adecuado o con un diseño científico correcto que demuestre su eficacia.

### Ejercicios manuales.

#### Jelqing
Se denomina Jelqing a una técnica que pretende lograr la ampliación natural del pene, mediante el aumento de la presión arterial y la circulación dentro del mismo. Se lleva a cabo en varias sesiones, apretando suavemente el pene y al mismo tiempo realizando un movimiento desde la base de los cuerpos cavernosos del pene hacia el glande. También se han creado dispositivos para lograr este mismo efecto. El movimiento puede ser descrito como de "ordeño". De acuerdo con un artículo publicado en BJUI (British Journal of Urology), la técnica tiene antiguos orígenes árabes. Este método tampoco ha sido comprobado científicamente.

## Enfoques cosméticos
En lugar de intentar cambiar el tamaño real del pene, algunos sólo intentan que parezca más grande; para ello practican el recorte del vello púbico o la pérdida de peso.